# Sami Repo
Sami Repo (né le 8 novembre 1971 à Simpele) est un fondeur finlandais.

## Jeux olympiques
- Jeux olympiques d'hiver de 1998 à Nagano  Japon:
  -  Médaille de bronze en relais 4 × 10 km.

## Coupe du monde
- Meilleur classement final: 15e en 1997.
- 3 podiums.